# Zack Phillips
Zackary „Zack“ Phillips (* 28. Oktober 1992 in Fredericton, New Brunswick) ist ein kanadischer Eishockeyspieler, der zuletzt bis zum Ende der Saison 2023/24 bei den Manchester Storm aus der britischen Elite Ice Hockey League (EIHL) unter Vertrag gestanden und dort auf der Position des Centers gespielt hat. Zuvor absolvierte Phillips unter anderem über 260 Spiele in der American Hockey League (AHL).

## Karriere
Phillips wurde 2008 beim Entry Draft der Ligue de hockey junior majeur du Québec (LHJMQ) in der zweiten Runde an 34. Position von den Lewiston MAINEiacs ausgewählt. Anschließend besuchte der Center die Lawrence Academy und war eine Spielzeit für die deren Eishockeymannschaft aktiv. Vor Beginn der Saison 2009/10 wurde Phillips von den MAINEiacs nach einem Tauschgeschäft an die Saint John Sea Dogs abgegeben. In den folgenden zwei Jahren gewann er mit den Sea Dogs die Coupe du Président sowie den Memorial Cup 2011. Bereits in seiner zweiten LHJMQ-Saison war er hinter Jonathan Huberdeau zweitbester Scorer Saint Johns sowie sechstbester Punktesammler der gesamten Liga. Beim NHL Entry Draft 2011 wurde Zack Phillips in der ersten Runde als insgesamt 28. Spieler von den Minnesota Wild der National Hockey League (NHL) ausgewählt. In der Folge absolvierte der Offensivakteur in der Saisonvorbereitung zur NHL-Spielzeit 2011/12 zwei Partien für die Wild. Anschließend wurde er zu seiner weiteren Entwicklung zurück zu den Saint John Sea Dogs in die LHJMQ geschickt. Am 19. Dezember 2011 unterschrieb er einen Einstiegsvertrag bei den Minnesota Wild. In der LHJMQ-Spielzeit 2011/12 gewann der Stürmer mit den Sea Dogs wie in der Vorsaison die Coupe du Président.
Zur AHL-Saison 2012/13 wechselte Phillips zu den Houston Aeros, dem Farmteam der Wild, in die American Hockey League (AHL). Bei den Aeros, die im Sommer 2013 durch die Iowa Wild als AHL-Kooperationspartner abgelöst wurden, absolvierte der Kanadier fast 200 AHL-Spiele, ehe er im März 2015 im Austausch für Jared Knight zu den Boston Bruins transferiert wurde und in der Folge für deren Farmteam, die Providence Bruins, auflief. Ein Jahr später, Anfang März 2016, gaben ihn die Bruins an die St. Louis Blues, die ihn ebenfalls bei den Chicago Wolves in der AHL sowie den Kalamazoo Wings in der ECHL einsetzen.
Nach dieser Spielzeit verließ Phillips den nordamerikanischen Kontinent und verbrachte die drei folgenden Spielzeiten in Europa. Er verbrachte zunächst eine Spielzeit bei Tingsryds AIF in der zweitklassigen schwedischen Allsvenskan, gefolgt von je einer Saison bei den Nottingham Panthers in der britischen Elite Ice Hockey League (EIHL) sowie dem ungarischen Teilnehmer Fehérvár AV19 an der Erste Bank Eishockey Liga (EBEL). Danach kehrte der Angreifer wieder in die ECHL zurück, wo er vom Beginn der Spielzeit 2019/20 bis zum Februar 2020 für die Toledo Walleye, Worcester Railers und Norfolk Admirals auflief. Die Saison beendete Phillips allerdings beim HK Dukla Michalovce in der slowakischen Extraliga. Im Sommer 2020 folgte der nächste Vereinswechsel – diesmal zu JKH GKS Jastrzębie in die Polska Hokej Liga (PHL), wo er maßgeblichen Anteil am Gewinn des Double bestehend aus dem Pokalsieg und der Meisterschaft. Innerhalb des polnischen Eishockey-Oberhauses zog es den Kanadier zur folgenden Saison zu Unia Oświęcim. Dort endete das Engagement aber bereits nach neun Einsätzen im Oktober 2021, da Phillips ein Angebot der Starbulls Rosenheim aus der drittklassigen Eishockey-Oberliga annahm.
Nachdem der Mittelstürmer die Saison in Rosenheim beendet hatte, wechselte er erneut ins Vereinigte Königreich und bestritt die Saison 2022/23 bei den Fife Flyers in der EIHL. Er kehrte aber im Sommer 2023 nach Deutschland zurück und spielte erneut in der Oberliga bei den Füchsen Duisburg. Kurz vor den Weihnachtsfeiertagen 2023 zog es ihn aber wieder die EIHL, wo er sich diesmal bis zum Saisonende 2023/24 den Manchester Storm anschloss.

## Erfolge und Auszeichnungen
| - 2011 Teilnahme am CHL Top Prospects Game - 2011 Coupe-du-Président-Gewinn mit den Saint John Sea Dogs - 2011 Memorial-Cup-Gewinn mit den Saint John Sea Dogs - 2012 Coupe-du-Président-Gewinn mit den Saint John Sea Dogs | - 2012 George Parsons Trophy - 2021 Polnischer Pokalsieger mit JKH GKS Jastrzębie - 2021 Polnischer Meister mit JKH GKS Jastrzębie - 2021 Bester Torschütze der PHL-Playoffs |

## Karrierestatistik
Stand: Ende der Saison 2023/24
(Legende zur Spielerstatistik: Sp oder GP = absolvierte Spiele; T oder G = erzielte Tore; V oder A = erzielte Assists; Pkt oder Pts = erzielte Scorerpunkte; SM oder PIM = erhaltene Strafminuten; +/− = Plus/Minus-Bilanz; PP = erzielte Überzahltore; SH = erzielte Unterzahltore; GW = erzielte Siegtore; 1 Play-downs/Relegation; Kursiv: Statistik nicht vollständig)